# مایکل چکلیس
مایکل چارلز چکلیس (به انگلیسی: Michael Charles Chiklis) بازیگر آمریکایی و متولد ۳۰ اوت ۱۹۶۳ است
از فیلم‌های معروف او می‌توان به فیلم چشم عقاب، چهار شگفت‌انگیز، چهار شگفت‌انگیز: قیام موج‌سوار نقره‌ای، ظهور، گروگان، جسم و روح و سریال گاتهام اشاره کرد.